# Palàkion
Palàkion (Palacium) segons Estrabó, va ser una fortalesa escita a les estepes de Crimea. La fortalesa del Quersonès Tàuric fou construïda per Scilurus, rei dels tauroscites per fer front als atacs de Mitridates VI Eupator del Pont. El seu nom derivaria del seu fill Palacos.
L'única informació al respecte prové d'una inscripció a la làpida d'un habitant de Chersonesos que va morir en una batalla a les muralles de Palakion.
Peter Simon Pallas va especular que el nom de Balaklava és una corrupció de 'Palakion' i va identificar els dos llocs.No hi ha cap evidència històrica d'això.
El seu port fou Symbolon Portus que a l'edat mitjanada es va dir Cèmbalo o Cembaro.